# Casa al carrer Dr. Fàbregas, 7 (Tiana)
La Casa al carrer Dr. Fàbregas, 7 és una casa eclèctica de Tiana (Maresme) inclosa a l'Inventari del Patrimoni Arquitectònic de Catalunya.

## Descripció
És un edifici civil amb planta baixa, pis, coberta amb un terrat pel qual es pot deambular i un subsòl que segueix el pla inclinat del carrer. Destaca per l'eclecticisme dels seus elements arquitectònics: combina les balustrades neoclàssiques de la balconada central de la façana i de la balconada lateral, suportades, ambdues, per primes columnetes de ferro colat, amb la barana del terrat situat damunt de la cornisa, realitzada amb traceria més aviat de tipus historicista-medieval. Combina també els trenca aigües a manera de línies corbes, amb esgrafiats a la seva part inferior, i definits per tres segments de línia recta. Sobresurt, a la part central del terrat, un petit cos flanquejat per hídries, amb una finestra que s'obre a la façana. La balconada típicament neoclàssica, amb balustrades i suportada per columnetes primes de ferro colat, que li donen un aire eclèctic al conjunt, és característica de molts altres edificis de Tiana.